# حصار بتروبافلوفسك

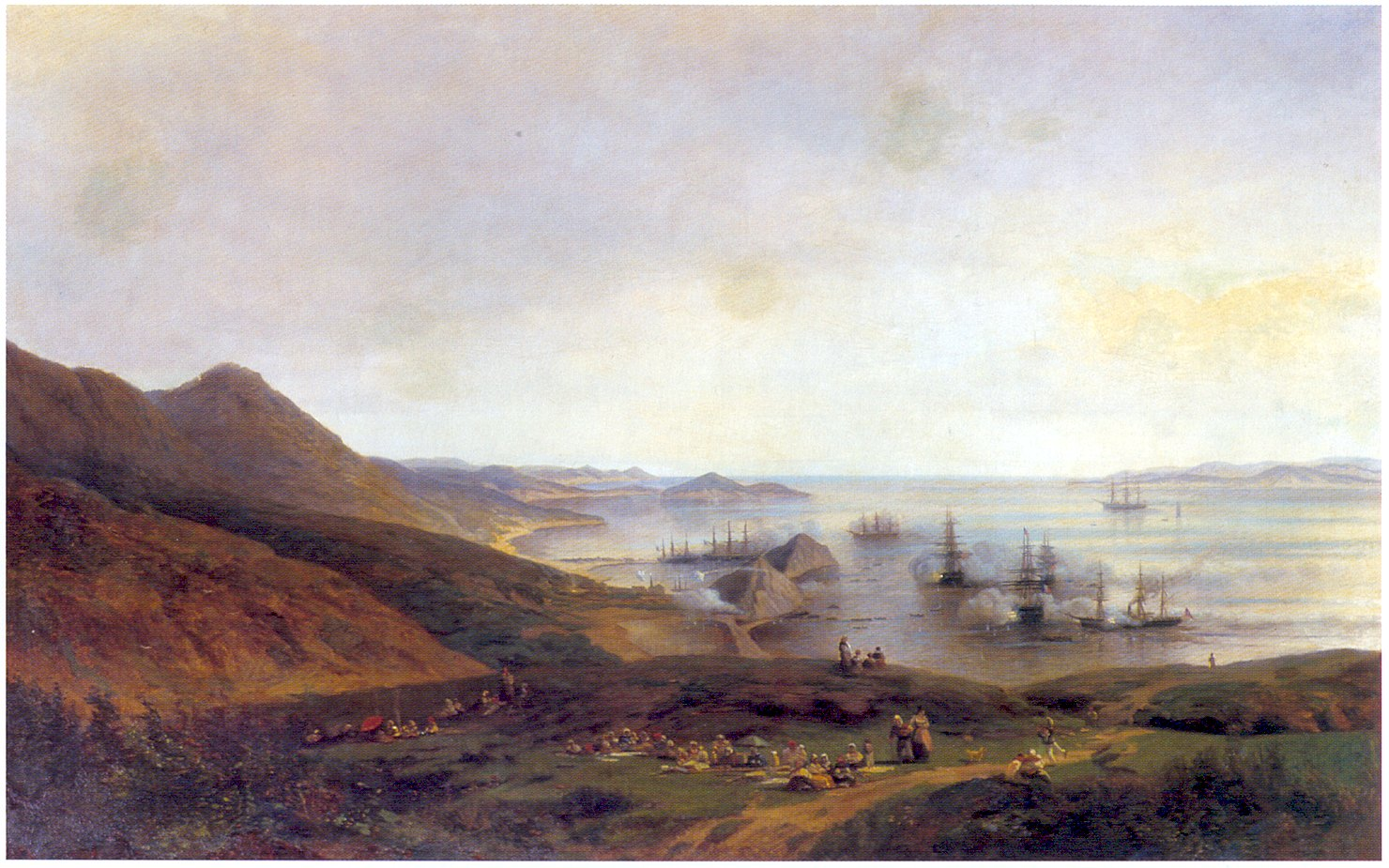

حصار بتروفافلوفسك (بالروسية: Петропавловская оборона، وبالإنجليزية: Siege of Petropavlovsk، وبالفرنسية: Siège de Petropavlovsk) هو حصار جرت أحداثه في الفترة من 18 أغسطس إلى 28 أغسطس 1854، وهو العملية العسكرية الرئيسية في مسرح عمليات المحيط الهادئ أثناء حرب القرم. قُدرت خسائر الروس في هذا الحصار بحوالي مائة جندي بين قتيل وجريح، بينما خسر الحلفاء (الذين فشلوا في هذا الحصار رغم تفوُّق أعدادهم على أعداد الروس) خمسة أضعاف هذا العدد.
فشل الحلفاء أثناء الحصار في احتلال المدينة، عندما أُنزلت قوة من 680 جنديًا بريطانيًا وفرنسيًا، لكنها تعرضت لكمين محكم أسفر عن سقوط 107 جنود بريطانيين و101 من الفرنسيين بين قتيل وجريح، واستيلاء الروس على علم بريطاني وسبعة من سيوف ضباط القوة المعادية، وكمية من البنادق والسيوف والسناكي.